# Actinidia valvata
Actinidia valvata är en tvåhjärtbladig växtart som beskrevs av Stephen Troyte Dunn. Actinidia valvata ingår i släktet aktinidiasläktet, och familjen Actinidiaceae. Inga underarter finns listade i Catalogue of Life.